# 47 Meters Down: Uncaged
47 Meters Down: Uncaged (bra: Medo Profundo: O Segundo Ataque; prt: 47 Metros: Medo Profundo) é um filme de terror de sobrevivência americano-britânico lançado em 2019, dirigido por Johannes Roberts e escrito por Roberts e Ernest Riera.
O filme é uma sequência de 47 Meters Down e apresenta uma nova história, centrada em um grupo de quatro adolescentes, estreladas por Sophie Nélisse, Corinne Foxx, Brianne Tju e Sistine Stallone, que decide explorar uma cidade maia submersa, terreno de caça para tubarões-brancos.
Uncaged foi lançado nos Estados Unidos em 16 de agosto de 2019, pela Entertainment Studios, arrecadando cerca de 47 milhões dólares e recebendo avaliações mistas dos críticos.

## Produção

### Desenvolvimento
Em setembro de 2017, foi anunciado que o estúdio de produção The Fyzz Facility estava trabalhando em uma sequência de 47 Meters Down, intitulada 48 Meters Down. Johannes Roberts voltou como diretor e novamente co-escreveu o roteiro com Ernest Riera. James Harris e Mark Lane produziram o filme, assim como fizeram no primeiro, e foram acompanhados por Robert Jones.
A história da sequência se desenrola no México e concentra-se em um grupo de jovens mulheres que decidem explorar algumas ruínas subaquáticas escondidas fora do circuito turístico tradicional. A produção foi supervisionada pela Altitude Film Distribution, que procurou potenciais compradores durante o evento em Toronto.
Em agosto de 2018, um trailer prévio do filme foi lançado com um novo título oficial, 47 Meters Down: The Next Chapter, mesmo antes do início das filmagens. No entanto, até dezembro do mesmo ano, o filme foi novamente renomeado, desta vez para 47 Meters Down: Uncaged.

### Filmagem
A fotografia principal ocorreu nos estúdios Pinewood Indomina, na República Dominicana, no Underwater Studio em Basildon e nos estúdios Pinewood, em Buckinghamshire, de dezembro de 2018 a fevereiro de 2019.

## Sinopse
Uncaged acompanha a aventura de mergulho de quatro adolescentes enquanto exploram uma cidade maia submersa. Uma vez dentro, descobrirem que as ruínas submersas são um terreno de caça para tubarões-brancos.

## Ficha técnica

### Elenco
O elenco abaixo foi obtido do site TV Guide:
- Sophie Nélisse como Mia
- Corinne Foxx como Sasha
- Brianne Tju como Alexa
- Sistine Stallone como Nicole
- John Corbett como Grant
- Nia Long como Jennifer
- Brec Bassinger como Catherine
- Davi Santos como Ben
- Khylin Rhambo como Carl

### Créditos
- Johannes Roberts (direção e roteiro)[13]
- Ernest Riera (roteiro)[13]
- Robert Jones (produção)[13]
- Mark Lane (produção)[13]
- Wayne Marc Godfrey (produção)[13]
- James Harris (produção)[13]
- Tomandandy (música)[13]
- Mark Silk (cinematografia)[13]
- Martin Bernfeld (edição)[13]
- Martin Brinkler (edição)[13]

## Lançamento
A distribuição de Uncaged foi feita pela Entertainment Studios, que inicialmente definiu o lançamento para 28 de junho de 2019. Em fevereiro de 2019, foi anunciado que a data de lançamento havia sido adiada para 16 de agosto de 2019, a fim de evitar competir com Annabelle Comes Home.

## Repercussão
Uncaged arrecadou 22,3 milhões dólares nos Estados Unidos e Canadá e 25,3 milhões em outros territórios, totalizando 47,6 milhões de dólares mundialmente. Em territórios americano e canadense, o filme foi lançado junto com Blinded by the Light, Where'd You Go, Bernadette e Good Boys, e a previsão era de que arrecadasse entre 11 e 14 milhões de dólares em 2.853 cinemas no fim de semana de estreia. No primeiro dia, faturou 3,2 milhões, incluindo 516 mil das prévias na noite de quinta-feira. O filme estreou com 8,4 milhões, abaixo dos 11 milhões planejado, ficando em sexto lugar. No segundo fim de semana, a arrecadação caiu 54%, para 3,9 milhões, terminando em 11.º lugar.
No Rotten Tomatoes, o filme possui uma taxa de aprovação de 44% baseada em 88 avaliações, com uma média de 4,6/10. O consenso crítico do site diz: "Uncaged pode não ser tão eficiente quanto seus vilões com barbatanas, mas os fãs de thrillers de tubarões devem achá-lo suficientemente interessante." O Metacritic deu ao filme uma média ponderada de 43 em 100, com base em 17 críticas, indicando "críticas mistas ou medianas". O público pesquisado pelo CinemaScore atribuiu ao filme uma nota média de "C+" em uma escala de A+ a F, enquanto os pesquisados pelo PostTrak deram uma média de 2,5 de 5 estrelas e uma recomendação definitiva de 52%.